# Мисливець на крокодилів: Сутичка (фільм)
«Мисливець на крокодилів: Сутичка» (англ. The Crocodile Hunter: Collision Course) — американський кінофільм режисера Джона Стейнтона, який вийшов на екрани в 2002 році.

## Сюжет
«Мисливець на крокодилів» — відоме телешоу, ведучий якого часто вступає в безпосередній контакт з дикими і небезпечними мешканцями природи, які виявляються поблизу людського житла. Але останній крокодил, якого ведучий рятує від мисливців, насправді виявляється виведеним в лабораторії ЦРУ монстром, що є страшною загрозою для всіх оточуючих.

## У ролях
| Актор           | Роль |
| --------------- | ---- |
| Стів Ірвін      | -    |
| Террі Ірвін     | -    |
| Магда Шубанські | -    |
| Девід Венем     | -    |
| Лейчі Галм      | -    |
| Аден Янг        | -    |
| Кеннет Ренсом   | -    |
| Кейт Біхан      | -    |
| Стів Бастоні    | -    |
| Стівен Відлер   | -    |

## Знімальна група
- Режисер — Джон Стейнтон
- Сценарист — Холлі Голдберг Слоун, Джон Стейнтон
- Продюсер — Джуді Бейлі, Арнольд Ріфкін, Джон Стейнтон
- Композитор — Марк МакДафф